# Sáenz Peña (Buenos Aires)
Sáenz Peña es una localidad del partido de Tres de Febrero de la provincia de Buenos Aires, Argentina. Está ubicada lindando con la Avenida General Paz, limitando con la Ciudad Autónoma de Buenos Aires, Santos Lugares, Villa Raffo y Villa Lynch. También, se ubica en la zona oeste del área metropolitana de  Buenos Aires.

## Historia
Las tierras tuvieron su primer dueño ya en 1615, sin embargo, su escaso valor hizo que cambiasen de mano permanentemente y que permanecieran durante más de 200 años como campo raso, sin uso alguno. En 1850 fueron adquiridas por Manuel Lynch.
Entre 1860 y 1959 formó parte del partido de San Martín, el que se convirtió en distrito de Tres de Febrero, al ser creado como nuevo partido por ley provincial. Previamente toda la zona había sido administrada por la jurisdicción del partido de San Isidro.
Tras la muerte de Lynch, sus herederos vendieron las tierras y pronto comenzó el loteo de las parcelas, en ese entonces ya consideradas cercanas a la ciudad de Buenos Aires. En el mismo año del loteo se produce un hecho que daría definitivamente impulso a la localidad: La autorización para la construcción de una estación de ferrocarril a la que se impuso los apellidos del expresidente de la República, Luis Sáenz Peña, recientemente fallecido. La estación sería inaugurada finalmente el 1 de diciembre de 1910 y en breve, el nombre de la estación sirvió para designar también a la zona. 
La ciudad prontamente creció en importancia, llegando en 1912 la energía eléctrica, en 1920 el primer destacamento policial (convertido en Comisaría en 1947) y en 1927 las primeras líneas telefónicas.
El 26 de septiembre de 2000, el Cuerpo de Bomberos Voluntarios de 3 de Febrero, a cargo del Cmdt. Miguel A. De Lorenzo y el presidente del Honorable Consejo Directivo Cmdt. MY. (R) Valentín Hvala,  fundan el Destacamento Núm. 4 de "Sáenz Peña". Está ubicado en la calle Benito Lynch 2846, lindando con la Plaza Pastorino.
En los últimos tiempos y debido a su proximidad con la Capital Federal, Sáenz Peña ha sufrido una transformación en su aspecto edilicio, especialmente en la Avenida América (su principal arteria). Allí la construcción de viviendas de propiedad horizontal de ocho o más pisos ha cambiado radicalmente su anterior fisonomía de barrio de casas bajas.
No obstante y pese a ello mantiene aún la tranquilidad en sus calles internas, arboladas y de amplias veredas.

## Toponimia
Lo debe a la estación de ferrocarril del lugar, la cual a su vez recibió su nombre en homenaje al entonces recientemente fallecido expresidente argentino Luis Sáenz Peña. El nombre fue asignado apenas 6 días después de la muerte de Sáenz Peña, por el presidente José Figueroa Alcorta, al aprobar el permiso de construcción de la estación a la empresa Ferrocarril Buenos Aires al Pacífico . El decreto tiene fecha del 10 de diciembre de 1907.

## Clima
El clima es pampeano. Presenta veranos cálidos-calurosos e inviernos frescos, precipitaciones suficientes y en algunas ocasiones fuertes generando inundaciones; y vientos predominantes del este y del noreste, como en el resto de la parte noreste de la provincia de Buenos Aires.
| Parámetros climáticos promedio de Sáenz Peña, BA | Parámetros climáticos promedio de Sáenz Peña, BA | Parámetros climáticos promedio de Sáenz Peña, BA | Parámetros climáticos promedio de Sáenz Peña, BA | Parámetros climáticos promedio de Sáenz Peña, BA | Parámetros climáticos promedio de Sáenz Peña, BA | Parámetros climáticos promedio de Sáenz Peña, BA | Parámetros climáticos promedio de Sáenz Peña, BA | Parámetros climáticos promedio de Sáenz Peña, BA | Parámetros climáticos promedio de Sáenz Peña, BA | Parámetros climáticos promedio de Sáenz Peña, BA | Parámetros climáticos promedio de Sáenz Peña, BA | Parámetros climáticos promedio de Sáenz Peña, BA | Parámetros climáticos promedio de Sáenz Peña, BA |
| Mes                                              | Ene.                                             | Feb.                                             | Mar.                                             | Abr.                                             | May.                                             | Jun.                                             | Jul.                                             | Ago.                                             | Sep.                                             | Oct.                                             | Nov.                                             | Dic.                                             | Anual                                            |
| ------------------------------------------------ | ------------------------------------------------ | ------------------------------------------------ | ------------------------------------------------ | ------------------------------------------------ | ------------------------------------------------ | ------------------------------------------------ | ------------------------------------------------ | ------------------------------------------------ | ------------------------------------------------ | ------------------------------------------------ | ------------------------------------------------ | ------------------------------------------------ | ------------------------------------------------ |
| Temp. máx. abs. (°C)                             | 40.7                                             | 38.8                                             | 38.1                                             | 36.6                                             | 31.4                                             | 28.9                                             | 30.3                                             | 34.4                                             | 35.6                                             | 34.1                                             | 37.1                                             | 41.2                                             | 41.2                                             |
| Temp. máx. media (°C)                            | 29.2                                             | 28.4                                             | 24.9                                             | 20.7                                             | 18.0                                             | 14.3                                             | 12.0                                             | 15.1                                             | 17.5                                             | 21.7                                             | 24.5                                             | 28.5                                             | 21.2                                             |
| Temp. media (°C)                                 | 23.9                                             | 22.8                                             | 20.5                                             | 16.4                                             | 13.5                                             | 10.2                                             | 8.2                                              | 10.7                                             | 13.4                                             | 16.9                                             | 19.8                                             | 23.5                                             | 16.7                                             |
| Temp. mín. media (°C)                            | 18.7                                             | 17.3                                             | 16.1                                             | 12.1                                             | 9.1                                              | 6.2                                              | 4.5                                              | 6.4                                              | 9.3                                              | 12.1                                             | 15.2                                             | 18.5                                             | 12.1                                             |
| Temp. mín. abs. (°C)                             | 5.8                                              | 4.2                                              | 2.3                                              | -2.5                                             | -4.1                                             | -5.6                                             | -5.4                                             | -4.4                                             | -2.3                                             | -1.8                                             | 2.4                                              | 4.1                                              | -5.6                                             |
| Precipitación total (mm)                         | 118.5                                            | 116.9                                            | 150.7                                            | 107.2                                            | 91.9                                             | 50.3                                             | 51.4                                             | 59.9                                             | 76.7                                             | 138.1                                            | 132.4                                            | 104.3                                            | 1198.3                                           |
| Días de precipitaciones (≥ )                     | 6                                                | 8                                                | 12                                               | 10                                               | 7                                                | 7                                                | 6                                                | 7                                                | 8                                                | 9                                                | 10                                               | 6                                                | 96                                               |
| Horas de sol                                     | 270                                              | 240                                              | 190                                              | 175                                              | 170                                              | 135                                              | 140                                              | 175                                              | 180                                              | 215                                              | 255                                              | 260                                              | 2405                                             |
| Humedad relativa (%)                             | 65                                               | 68                                               | 71                                               | 69                                               | 75                                               | 75                                               | 70                                               | 72                                               | 79                                               | 81                                               | 73                                               | 69                                               | 72.3                                             |
| Fuente: Servicio Meteorológico Nacional          |                                                  |                                                  |                                                  |                                                  |                                                  |                                                  |                                                  |                                                  |                                                  |                                                  |                                                  |                                                  |                                                  |

### Nevadas
Durante los días 6, 7 y 8 de julio de 2007, se produjo la entrada de una masa de aire frío polar. Como consecuencia de la presencia simultánea de aire muy frío, tanto en los niveles medios de la atmósfera como en la superficie, el lunes 9 de julio ocurrió una precipitación en forma de aguanieve y nieve. Se las conoció como nevadas extraordinarias en la Ciudad de Buenos Aires ya que esto ocurrió prácticamente en todo Buenos Aires y demás provincias. Esta fue la tercera vez de una nevada en la localidad de la que se tenga registro. Las anteriores ocurrieron en los años 1912 y 1918.

### Población
Cuenta con  16,567 habitantes (Indec, 2010). Esto la sitúa como la 9.ª localidad del partido, con un 3,4 3% del total. Entre sus personalidades célebres se encuentran Diego Valenzuela, Jonás Gutierrez, Delfina Delellis de Gran Hermano, y el cantante “El Tuco” Martínez, Sebastián Coria ( Horcas )

## Parroquias de la Iglesia católica en Sáenz Peña
| Diócesis  | San Martín                  |
| --------- | --------------------------- |
| Parroquia | Santa Teresa del Niño Jesús |